# Trick-Trick
Christian Mathis (Detroit, Míchigan; 28 de junio de 1973), más conocido como Trick-Trick, es un rapero estadounidense.

## Carrera musical
Trick nació en Detroit, Míchigan. Creció escuchando gospel, soul y funk en casa; dos de sus memorias musicales tempranas eran Phil Collins y George Clinton. Más tarde fueron leyendas del HIP-Hop, como N.W.A., Public Enemy y Run DMC.
El apodo del Trick se le dio cuando era joven debido a ser capaz de atraer a las chicas de su barrio, aun así, más tarde lo modificó a Trick-Trick. El Trick empezó su viaje en el mundo del rap cuándo firmó su primer contrato con Click Boom Records en 1992.
Su padre insistió en que él se dedicase a la música gospel, ya que su familia es muy cristiana. Sin embargo, Trick se unió a Detroit B.K. una pandilla. Después de dejar los estudios, acabó (durante un breve periodo de tiempo) en la cárcel del condado. Después de ser liberado, se convirtió en miembro del grupo de rap Goon Sqwad, un grupo local que también contaba con Stylez y DJ OC.
Trick es responsable de promover lo que se conoce como "No Fly Zone", que significa que aquellos raperos que no sean de la ciudad, o no hagan contribuciones a la ciudad no son bienvenidos. Es más, Trick es conocido por atacar verbal y físicamente a otros raperos como Trick Daddy, Yung Berg, Rick Ross y Styles P cuando vinieron a Detroit. Evidentemente hablaban sobre la ciudad en una manera que no aprecia.
En 1995 grabó su primer sencillo con Goon Sqwad titulado "Booty Bounce" producido por Mo Master. El solo, instantáneamente, tomó la #1 posición en FM 98 WJLB en Detroit y otras estaciones circundantes. Bajo Innersound (una productora de Atlanta, Georgia) el solo logró ventas de encima 400.000 y 30.000 independientemente. En 2000 obtuvo la atención mundial en el documental titulado Street Life.
El 27 de diciembre del 2005, lanzó al mercado su primer álbum The People vs., el cual era ahora distribuido por Motown/Universal Records. Trick primer y único solo "Welcome 2 Detroit", en el cual presenta colabora Eminem. En 2006, Trick vendió más de 500.000 singles.
El 1 de noviembre del 2008, Trick lanzó su segundo álbum de estudio titulado como The Villain, en el cual presenta a Eminem como productor del álbum. El álbum estuvo liberado por la productora Koch Records. En el 2014 Trcik regresó liberando un mixtape vía Datpiff.com, titulado The Godfather 3. Trick lanzó un nuevo sencillo llamado "Twerk Dat Pop That" en el que colaboran Eminem y Royce Da 5'9"".

## Discografía

### Álbumes de estudio
| 2005                                | The People vs. - Lanzado: 27 de diciembre del 2005 - Productora: Motown Records | 115 | 40 | 1 |
| 2008                                | The Villain - Lanzado: 11 de noviembre del 2008 - Label: Koch Records           | —   | —  | — |
| "—" denota que no alcanzó esa lista |                                                                                 |     |    |   |

### Singles
| 2003                                 | "It's Goin' Down"                                                                     | —   | —  | —  | —  | —  | Trick-Trick             |
| 2005                                 | "Welcome 2 Detroit" (featuring Eminem)                                                | 100 | 52 | 24 | 12 | 20 | The People vs.          |
| 2008                                 | "Let's Work"                                                                          | —   | —  | —  | —  | —  | The Villain             |
| 2008                                 | "Let It Fly" (featuring Ice Cube & Lil Jon)                                           | —   | —  | —  | —  | —  | The Villain             |
| 2008                                 | "Who Want It" (featuring Eminem)                                                      | —   | —  | —  | —  | —  | The Villain             |
| 2011                                 | "I Made It" (featuring D12)                                                           | —   | —  | —  | —  | —  | The Godfather 3 mixtape |
| 2013                                 | "Smoke Weed Everyday"                                                                 | —   | —  | —  | —  | —  | The Godfather 3 mixtape |
| 2014                                 | "Twerk Dat Pop That" (featuring Eminem & Royce da 5'9")                               | —   | —  | —  | —  | —  | The Godfather 3 mixtape |
| 2014                                 | "Detroit Vs. Everybody" (con Eminem, Royce da 5'9", Big Sean, Danny Brown & DeJ Loaf) | 108 | —  | —  | —  | —  | Shady XV                |
| "—" denota que no alcanzó posiciones |                                                                                       |     |    |    |    |    |                         |

#### Mixtapes
- 2011: The Landlord
- 2014: The Godfather 3